# Монегаски
Монега́ски (ліг. Munegàscu, Munegàschi, Munegàsca, Munegàsche) — народ, автохтонні піддані Князівства Монако. На 2008 р. становили 21,6 % від усього населення Князівства (приблизно 7634 осіб).

## Основна мова
Монегаська мова — суміш провансальської та лігурійської мов.

## Етнічна історія
Першими поселенцями на території майбутнього князівства Монако, згаданими в історії, були фінікійці, які побудували тут укріплення ще в X столітті до н. е. Через п'ять століть їм на зміну прийшли греки, які заснували колонію Порт Геркулеса (Port Hercules) і звели на відокремленій скелі храм. Культ грецького напівбога Геркулеса змішався з культом місцевого одноокого бога родючості й чоловічої сили — Mono okos (звідси й назва племені). У результаті чого виник культ Геркулеса Одинокого (Herculis Monoeci).
Трохи далі від узбережжя проживало вороже монегаскам плем'я турбіасків, яке вибрало собі в вожді жінку і поклонялось великій богині-матері. Під час зіткнень турбіаски захоплювали в полон тільки юнаків і молодих чоловіків монегасків, доставляли їх у храм великої богині-матері і піддавали їх тортурам. Ворожнеча між представниками цих племен тривала до кінця XIII століття н. е.
А до кінця XIII століття на цій смузі Лігурійського узбережжя влаштувалися представники роду генуезьких феодалів Грімальді, які привели з собою італійців. Так остаточно сформувалися монегаски зі своєю мовою та традиціями.
У 2016 році американський філантроп і підприємець Майкл Чарльз Рокфеллер створив першу Асоціацію Монегасків.

## Національні кольори
Національні кольори монегасків — білий, червоний, чорний.
Білий колір — найбільш священний — символізує похоронний саван Святої Девотти — покровительки Князівства; висловлює благородство, честь, чистоту; є «чоловічим»: його носять чоловіки як символ мужності та гідності.
Червоний колір — символ крові святої мучениці, а також колір сміливості, єдності, кровного братерства монегасків.
Чорний колір — «особливий» для монегасків — символ мудрості, інтуїції, магічної сили, вважається «жіночим».

## Привілеї
Як споконвічні піддані князівства монегаски мають безліч привілеїв: вони єдині, хто має право обирати парламент — Національну раду; повністю звільнені від сплати податків тощо.

## Культура

### Монегаська школа фехтування
Значною частиною національної монегаської культури є мистецтво фехтування на ножах. Історія його виникнення не зовсім ясна. Ще древні греки, що заснували Порт Геркулеса на місці сучасного Монако в V ст. до н. е. блискуче володіли фехтуванням на коротких мечах і кинджалах. Фехтування було однією з обов'язкових дисциплін, які викладаються в давньогрецьких палестрах і гімнасіях. Місто було відоме своїм храмом Геркулеса. Його культ змішався з фалічним культом місцевого бога родючості й чоловічої сили. Цей бог був однооким (Mono okos), у результаті чого виник культ Геркулеса одноокого (Herculis Monoeci). Головне храмове свято припадало на літнє сонцестояння і згодом був перетворене на християнське свято Saint-Jean. Культ цей був настільки сильний, що деякі його пережитки збереглися аж до наших днів. Зокрема, як вважається, обрядова і культова частина монегаської школи фехтування на ножах (обряди посвячення, традиційна форма) збереглися з тих часів. У цей час була поширена грецька холодна зброя — прямі мечі, вигнуті спартанські мечі, прямі і вигнуті кинджали. Римляни, що завоювали цю колишню грецьку колонію у II ст. до н. е., зберегли і примножили грецьке мистецтво фехтування і принесли в порт Гекулеса римські мечі — Гладіус і римські прямі кинджали.
Про монегаську школу фехтування можна говорити з кінця 13 ст. н. е. Згідно з легендою, засновники князівської династії Грімальді — Франсуа Грімальді, Ораціо Гастальді, Рікардо Фієскі і представники 6-ти корсиканських сімей 8 січня 1297, переодягнувшись францисканськими монахами, проникли в замок Монако і перебили всю варту і сплячих і захопили замок. Цей день вважається днем заснування династії Грімальді і цей епізод відображений на гербі Монако. Глави перших 9-ти родин стали засновниками перших «старших» кланів. Перевдягнені «монахи» були озброєні короткими мечами і кинджалами, які було зручно ховати під рясами. Подальша середньовічна історія Монако протікала в безперервних феодальних міжусобицях, змовах і війнах. Тому дуже часто монегаски боролися за незалежність своєї країни з державами, переважаючими Монако за своєю політичною, військовою та економічною потужністю в десятки і сотні разів, поширення і розвиток отримали методи і способи партизанської війни та підпільної діяльності, тому що тільки вони давали шанс зберегти незалежність. Підступність і віроломність монегасків, їх здатність чинити жорсткий і нещадний опір переважаючим силам противників, готовність використовувати будь-які методи боротьби, починаючи від дипломатичних і закінчуючи військовими, стали «притчею во язиках» на півдні середньовічної Європи.
Тому й зброю, якою володів кожен чоловік-монегаск (а також багато жінок), була відповідною — «партизанською». У першу чергу, це були всілякі ножі, кинджали і стилети, які легко заховати і непомітно пронести в різні приміщення. Часто це коротко-клинкова зброя була потайною, тобто клинки були заховані в палиці та інших предметах.
У середні віки в Монако застосовувалося вся мислима холодна зброя тих часів, яку просто перерахувати неможливо. Але монегаски віддавали перевагу кинджалам, коротким мечам, дагам і особливо міланським стилетам. Стилети призначені для нанесення колючих ударів, зручні для прихованого носіння використовувалися також і жінками. «Міланські» стилети мали вузький 4-х гранний клинок і не мали гарди. Це була ідеальна зброя для нанесення проникаючих колотих ран, при цьому удар можна було завдати з будь-якого положення кисті.
Згодом через універсальність стилю стали використовувати інші ножі та кинджали.
Дворяни у XV столітті практикували фехтування на колючо-рубаючих шпагах і невеликих круглих щитах (для лівої руки). У XVI столітті почали використовувати дагу, що призвело до відмови від щитів. У XVII столітті дагу змінив кинджал для лівої руки. З XVIII століття практикувалося фехтування однією рукою на колючо-рубаючих шпагах. Міські та сільські жителі, моряки використовували кинджали, стилети і різні ножі. У 19 ст. традиційні стилети були витіснені ножами і кинджалами. З кінця XIX століття практично всі монегаски перейшли на ножі. Стилети залишаються відмітною зброєю Донів — глав кланів. В наш час[коли?] використовуються викидні ножі з фіксацією клинка і «балісонгі».
Вважається, що монегаська школа фехтування веде свій початок від військово-чернечого ордену «Чорні брати», який був створений в 13 ст. і існує до цього дня. Чисельність ордена всього лише 9 осіб. Набираються з дітей-сиріт, виховуються в глухому монастирі в особистій відданості князю. Великим Пріором ордена є сам князь Монако. У повсякденному житті його члени мають різні професії, носять звичайний одяг, а чорні плащі з відлогою — тільки на церемоніях. Екіпіровку членів ордена складають стилет, кийок Св. Домініка [1], 12 дротиків. Володіють мистецтвом приготування отрут. Вважається, що «Чорні брати» виконують «брудні» доручення князя, у тому числі за межами князівства.
Монегаська нація складається з 15 кланів, виникнення яких відноситься до різного часу. У кожному клані існує посада Великого Майстра (Le Grand Maitre), який відповідає за організацію процесу навчання фехтування в клані. Кожен чоловік, який досяг 16 років, зобов'язаний пройти навчання фехтуванню на ножах. Жінки, які досягли 16 років, теж можуть пройти навчання, але для них це справа добровільна. Курс навчання стандартизований монакським Комітетом по Традиціях, тобто у всіх монегаських школах всі учні проходять однаковий курс навчання. Минувши стандартний курс навчання та успішно здавши іспит стають Maestro і повноправним членом клану.
До школи приймаються як монегаски, так і іноземці. Але якщо кожен монегаски стає членом клану, то не кожному іноземцю може бути запропонована така честь.
Ті, хто досяг титулу Maestro можуть бути запрошені до Школи Фехтування Великого Майстра.
Головною метою навчання у монегаських фехтувальних школах є передача і поширення культурної традиції, а не навчання бойовому мистецтву. У першу чергу познайомити учнів з монегаськими традиціями, а вже в другу — дати найнеобхідніші відомості і навички бойового застосування ножа. Монегаське ножове фехтування не претендує на те, щоб бути «найефективнішою бойовою системою».
Монегаський стиль входить до групи нижніх (корсиканських, італійських). Відмітна особливість цієї групи — ніж береться «прямим» хватом, тобто великий і вказівний пальці озброєної руки розташовані біля гарди (ближче до клинка), а мізинець біля противаги. Основний удар — знизу вгору в живіт.
Ставка робиться не на зав'язуванні фехтувального бою, а на якнайшвидше знищення противника фатальним ударом.
У афоризмах викладають традиції монегасків, яких налічується 55, зокрема є наступне зауваження: «26. Не носи з собою один ніж, але ніколи не виходь з дому без двох ножів.».

### Свята монегасків
26 — 27 січня — День Святої Девотти (Jour de Sainte-Devotte), небесної покровительки Князівства та роду Грімальді (Grimaldi). Відзначається з 304 р н. е..
23 — 25 червня — День Святого Жана (Jour de Saint-Jean), відзначається монегасками ще з язичницьких часів (з V ст. до н. е.) Як свято родючості, любові, загального братерства. Починається з вечірнього карнавальної ходи по старому місту «Sciaratu»: всі охочі переодягаються у карнавальні костюми і під музику йдуть від Палацовій площі до площі Казино. На площі розпалюють смолоскипи, п'ють вино і весь вечір танцюють.
19 листопада — День князя (Jour du Prince), Національний день Монако. У цей день проводиться військовий парад, а також урочиста меса на монегаській мові в Соборі Монако, на якій присутня вся Княжа сім'я та інші офіційні особи. Після меси Княжа родина відвідує Оперу Монте-Карло.

### Монегаски у світовій культурі
- Люїс Бреа (Louis Brea) (1443−1520) — художник, автор двох панно, що знаходяться в наш час[коли?] в Соборі Монако.
- Хораціо Феррарі (Horazio Ferrari) (XVI ст.) — Художник епохи Відродження, автор розписів і фресок у Княжому палаці і одного панно в Соборі.
- Domenique-Joseph Bressan (XVIII ст.) — Пейзажист епохи класицизму. Його роботи виставлені в Княжому палаці.
- Francois-Joseph Bosio (кінець XVIII — початок XIX ст.) — Придворний скульптор Наполеона I. Роботи Bosio виставлені в Луврі.
- Lully Jean Baptiste (1632—1687) — композитор, один з основоположників французької оперної школи. Творець класичних типів ліричної трагедії («Альцеста» (1674), «Тезей» (1675)) і французької оперної увертюри. Автор музики до комедій-балетів Ж.-Б. Мольєра.
- Lucchini — композитор, автор музики до національного гімну Монако (1867 р.).
- Theophile Bellando — автор слів першого гімну Монако (1848 р.).
- Luis Nutari (1879—1961) — письменник і єдиний монегаський поет, член Комітету по Традиціям, автор слів другого гімну Монако (1931).
- Luis Cannis — письменник-історик, автор книги історичних і культурних замальовок про Монако «Notre passe» (1963 р.).